# Станнаты
Станнаты — класс химических соединений; соли оловянной кислоты. Эта кислота представляет собой коллоидную систему и выделить её в чистом виде крайне трудно.
В широком смысле станнатами называют соли не только оловянной кислоты, но и метаоловянной, параоловянной, гексагидроксооловянной.

## Получение
При сплавлении оксида олова(IV) с щелочами и карбонатами образуются метастаннаты:
{\displaystyle {\ce {SnO2 + 2NaOH ->[350-400^oC] Na2SnO3 + H2O}}},
а с оксидами щелочных металлов образует ортостаннаты:
{\displaystyle {\ce {SnO2 + 2K2O ->[500^oC] K4SnO4}}}.

## Применение
- Станнат никеля(II) — компонент шихты в производстве специальной керамики.
- Станнат кобальта(II) — входит в состав церулеума — сине-зелёного пигмента для производства художественных красок, в керамической промышленности для росписи фарфора и в стекольной промышленности
- Гексахлоростаннат(IV) аммония- протрава в текстильной промышленности

## Примеры
- Гексабромостаннат(IV) аммония
- Гексабромостаннат(IV) калия
- Гексафторостаннат(IV) бария
- Гексафторостаннат(IV) калия
- Гексафторостаннат(IV) натрия
- Гексафторостаннат(IV) стронция
- Гексафторостаннат(IV) цинка
- Ортостаннат натрия
- Тригидроксостаннат(II) натрия
- Тетрагидроксостаннат(II) натрия
- Тритиостаннат натрия
- Станнат кальция
- Станнат калия
- Тиостаннат калия